# Акопян, Арцруни Суренович
Арцруни Суренович Акопян (род. 1948) — армянский советский машинист, депутат Верховного Совета СССР. Лауреат Премии Ленинского комсомола (1974).

## Биография
Родился в 1948 году. Армянин. Член КПСС с 1973 года. Образование среднее.
С 1964 года помощник машиниста камнерезного агрегата комбината «Артиктуф». В 1968-1971 годах служил в Советской Армии. после демобилизации — машинист камнерезного агрегата комбината «Артиктуф», Армянской ССР.
Депутат Совета Национальностей Верховного Совета СССР 9-10 созывов (1974—1984) от Армянской ССР. В Верховный Совет 9 созыва избран от Артикского избирательного округа № 400 Армянской ССР; член Комиссии по строительству и промышленности строительных материалов Совета Национальностей.